# Juan Ponce Enrile

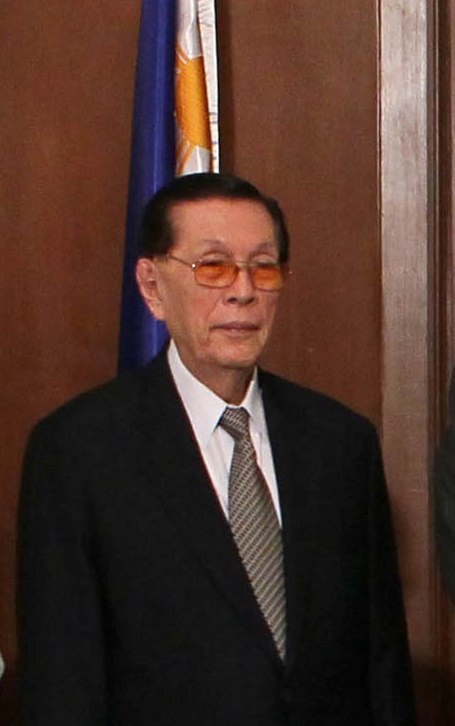
Juan Ponce Enrile

Juan Ponce Enrile (Geburtsname: Juanito Furagganan) (* 14. Februar 1924 in Cagayan, Provinz Cagayan) ist ein philippinischer Politiker.

## Biografie

### Vertrauter und Minister unter Ferdinand Marcos
Enrile wurde nach der Wahl von Ferdinand Marcos zum Präsidenten der Philippinen am 9. November 1965 zum Leiter der Zollbehörde (Commissioner of Customs) ernannt und war als solcher zwischen 1966 und 1968 auch amtierender Finanzminister. Dann wurde er 1968 von Marcos als Justizminister in dessen Regierung berufen. Im Rahmen einer Kabinettsumbildung wurde er im Februar 1970 erstmals zum Verteidigungsminister ernannt und behielt dieses Amt zunächst bis August 1971.

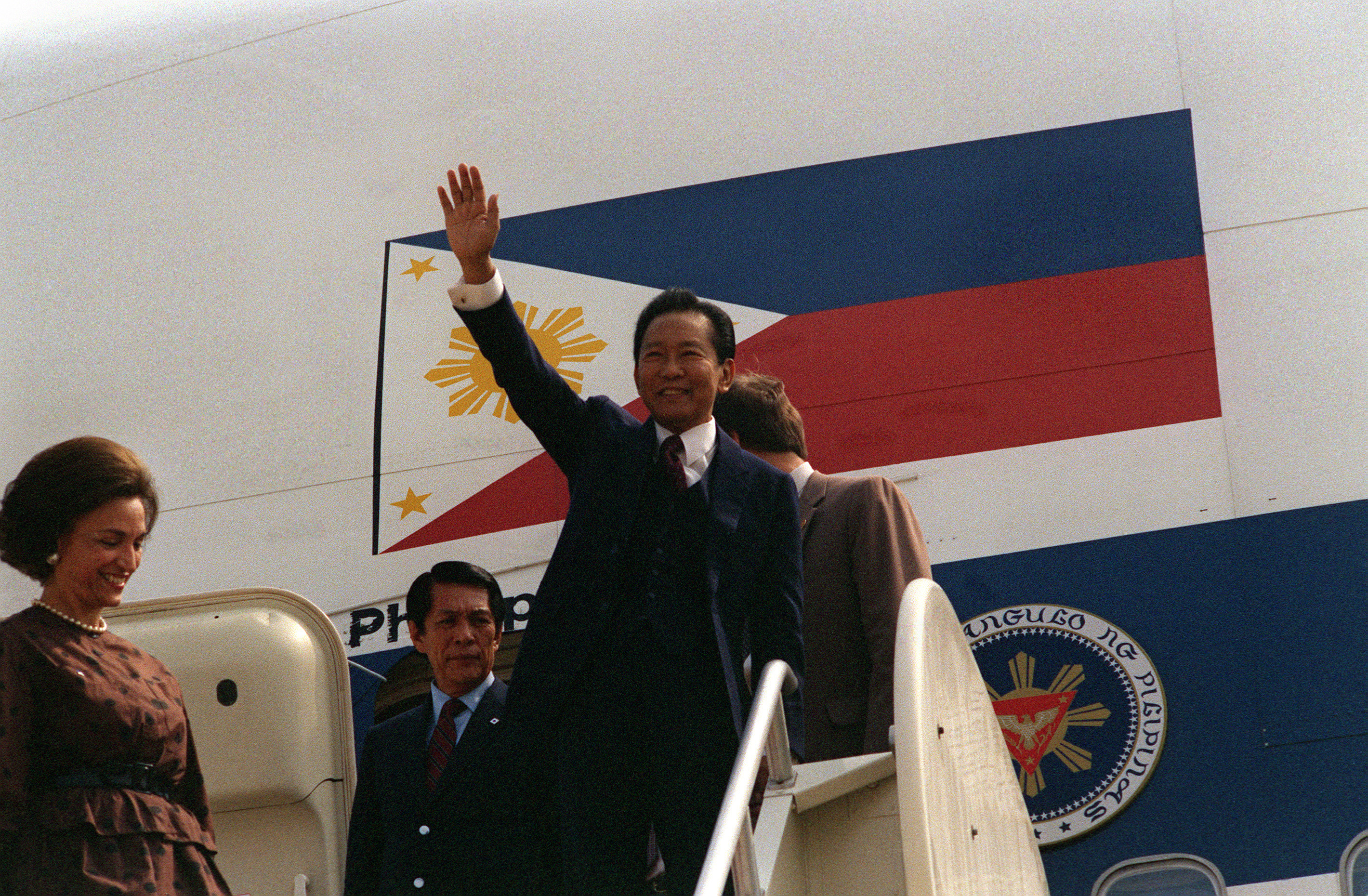
Enrile als Verteidigungsminister mit Präsident Marcos in Washington, D.C. (1983)

Nach der Verhängung des Ausnahmezustandes am 21. September 1972 wurde er von Marcos erneut zum Verteidigungsminister ernannt. In dieser Funktion war er für die Durchsetzung des zwischen 1972 und 1981 bestehenden Kriegsrechts zuständig und häufte wie viele andere Minister der Regierung Marcos ein großes Vermögen an. 1972 war er verantwortlich für die Verhaftung und anschließende achtjährige Haft des Senators, Oppositionspolitikers und Gegner Marcos, Benigno Aquino. Enrile war daher mehr als die meisten anderen Politiker am autoritären Regime eingebunden. Im Laufe der Zeit entwickelte er einen großen politischen Ehrgeiz und sah sich als möglicher Herausforderer von Marcos bei den Präsidentschaftswahlen. Marcos entzog ihm jedoch zuvor eine Reihe von Kompetenzen als Verteidigungsminister.
Daneben war er zwischen Juni 1978 und Juni 1984 Mitglied der Versammlung der Ilocos-Region.
Trotz seiner Verantwortung für die Haft von Aquino zeigte er nach dem tödlichen Attentat auf diesen bei dessen Rückkehr am 21. August 1983 auf dem Flughafen Manila öffentlich Trauer und versuchte als einziger Politiker aus dem engeren Führungskreis von Präsident Marcos an der Beisetzung teilzunehmen.

### Bruch mit Marcos und Senator
Am 22. Februar 1986 löste sein Verhalten bei der philippinischen Bevölkerung große Verwunderung aus, als er sich mit seinen militärischen Unterstützern wie Generalleutnant Fidel Ramos im Hauptquartier der Streitkräfte (Camp Aguinaldo) verbarrikadierte und ankündigte, dass er der Regierung Marcos die Unterstützung entziehe. Stattdessen gab er seine Unterstützung für Aquinos Witwe, Corazon Aquino, bekannt, die kurz zuvor gegen Marcos bei einer offenbar manipulierten Wahl als Präsidentin unterlag.
Am 25. Februar 1986 führten seine Rebellion und die von Aquino inspirierten Demonstrationen der EDSA-Revolution zum Zusammenbruch der mehr als zwanzigjährigen Diktatur von Marcos. Corazon Aquino, die nach der Flucht von Marcos ins Exil in die USA noch am gleichen Tag das Amt der Präsidentin der Philippinen übernahm, berief Enrile ebenfalls als Verteidigungsminister in ihr Kabinett.
Nur wenige Wochen nach dem Amtsantritt Aquinos begann er jedoch mit der öffentlichen Kritik an der Politik der Präsidentin, insbesondere wegen deren Verhandlungen mit der aufständischen New People’s Army (NPA), einer der Partido Komunista ng Pilipinas zugehörigen Guerillaorganisation. Ende 1986 versuchte er erfolglos durch einen Militärputsch Aquino zu stürzen. Dies führte dazu, dass sie ihn am 23. November 1986 als Verteidigungsminister entließ.
Im Juni 1987 wurde er erstmals zum Mitglied des Senats gewählt und gehörte diesem zunächst bis Juni 1992 an. Während dieser Zeit war er zwischen Juni 1987 und 1991 auch als Minority Floor Leader Minderheitsführer und damit Führer der Opposition im Senat.
Im Anschluss wurde er Mitglied des Repräsentantenhauses und vertrat in diesem von Juni 1992 bis Juni 1995 die Interessen des 1. Wahlbezirks der Provinz Cagayan. Zwischen Juni 1995 und Juni 2001 war er abermals Senator.
Im Mai 2001 wurde Enrile nach einer Belagerung des Präsidentenpalasts der damaligen Präsidentin Gloria Macapagal Arroyo, in die er verwickelt gewesen sein soll, wegen Rebellion inhaftiert. Macapagal Arroyo war damals kurz zuvor vom Amt der Vizepräsidentin als Präsidentin der Philippinen vereidigt worden, nachdem der bis dahin amtierende Präsident Joseph Estrada in einen Korruptionsskandal verwickelt und aus dem Amt enthoben worden war.
Von Juni 2004 bis zur Wahl 2016 war Juan Ponce Enrile wieder Mitglied des Senats und wurde 2008 zum Präsidenten des Senats gewählt, ein Amt, das er bis 2013 innehatte. In seiner bis dato letzten Amtszeit als Senator von 2013 bis 2016 war er erneut Minderheitsführer im Senat. 2019 kandidierte er erneut für den Senat, erhielt aber nur 11,25 % der Stimmen und wurde damit nicht gewählt.

### Korruptions- und Bestechungsvorwürfe
Seit 2013 wurden Vorwürfe der Korruption und Veruntreuung öffentlicher Gelder gegen Juan Ponce Enrile laut. So wurde er Anfang 2013 beschuldigt, Weihnachtsgeschenke im Gesamtwert von 1,6 Millionen Pesos an ihm wohlgesinnte Senatoren vergeben zu haben. Die Mittel dafür wurden demzufolge als öffentliche Ausgaben für Instandhaltung und andere Betriebsausgaben deklariert. Später im selben Jahr kam der sogenannte „pork-barrel“-Betrug (offiziell „Priority Development Assistance Fund scam“) ans Licht, im Zuge dessen in den Jahren 1996 bis 2013 bis zu 10 Milliarden Pesos an öffentlichen Geldern systematisch veruntreut worden seien. Enrile wird beschuldigt im Rahmen dieses Skandals rund 170 Millionen Pesos an Bestechungsgeldern erhalten zu haben, und selbst etwa 640 Millionen Pesos während seiner Amtszeit als Abgeordneter veruntreut zu haben. Kurz nach seiner Inhaftierung wurde er jedoch wieder aus der Haft entlassen, was mit seinem Alter und Gesundheitszustand begründet wurde. Ein Gerichtsverfahren wegen des Vorwurfs der Plünderung und Bestechung gegen Enrile ist noch anhängig.